# San Cristoforo
San Cristoforo (piemontiul: San Cristòfi vagy San Cristòfa, ligur nyelven: San Cristoffa) település Olaszországban, Piemont régióban, Alessandria megyében. Lakosainak száma 535 fő (2023. január 1.). San Cristoforo Castelletto d’Orba, Francavilla Bisio, Montaldeo, Parodi Ligure, Capriata d’Orba és Gavi községekkel határos.

## Népesség
A település lakossága az elmúlt években az alábbi módon változott:
| Lakosok száma | 599  | 592  | 535  |
|               | 2017 | 2018 | 2023 |